# Мушинский, Михаил Иосифович
Мушинский Михаил Иосифович (бел. Міхаіл Іосіфавіч Мушынскі; 28 января 1931, Мокрое, Быховский район, БССР, СССР — 8 июня 2018, Минск, Беларусь) — советский и белорусский литературный критик, литературовед. Член-корреспондент НАН Беларуси (1991).

## Биография
Родился в семье служащего. Окончил филологический факультет БГУ (1955). Работал редактором издательства БГУ (1955—1956).
С 1956 года — в Институте литературы имени Я. Купалы Академии наук (ныне Институт языка и литературы имени Я. Коласа и Я. Купалы НАН Беларуси): младший научный сотрудник, в 1963 году защитил кандидатскую диссертацию «Творческая история поэм Якуба Коласа «Новая земля» и «Сымон-музыкант». C 1968 года — старший научный сотрудник, в 1979—2002 — заведующий сектором (затем отделом) изданий и текстологии, c 2002 года — главный научный сотрудник.
Член СП СССР (с 1973). Доктор филологических наук (1978, диссертация «Белорусская критика и литературоведение, 20-30-е годы»), профессор (2001).
Дочь Татьяна (род. 1958) — писатель и литературный критик.

## Творчество
Дебютировал в жанре критики и литературоведения в 1956. Издал свыше 340 научных работ, в том числе 12 индивидуальных и 31 коллективных монографий.
Индивидуальные монографии и книги:
- «Ад задумы да здзяйснення: Творчая гісторыя «Новай зямлі» і «Сымона-музыкі» (1965),
- «Беларуская крытыка і літаратуразнаўства. 20-30-я гады» (1975),
- «Беларускае савецкае літаратуразнаўства» (1979),
- «Якуб Колас. Летапіс жыцця і творчасці» (1982),
- «Беларуская крытыка і літаратуразнаўства. 40-я — першая палавіна 60-х гг.» (1985),
- «Каардынаты пошуку: Беларуская крытыка: набыткі, перспектывы» (1988),
- «І нічога, апроч праўды: Якой быць „Гісторыі беларускай літаратуры“» (1990),
- «Нескароны талент: Праўдзівая гісторыя жыцця і творчасці Міхася Зарэцкага» (1991),
- «Нескароны талент: Праўдзівая гісторыя жыцця і творчасці Міхася Зарэцкага» (2005) — 2-е выд., дапоўн.,
- «Тэксталогія твораў Янкі Купалы і Якуба Коласа» (2007),
- «Падзвіжнік з Малой Багацькаўкі: Жыццёвы і творчы шлях Максіма Гарэцкага» (2008; 2013 — 2-е выд. — ISBN 978-985-08-1512-5).
- «Мае Каласавіны: З вопыту вывучэння літаратурнай і грамадска-культурнай дзейнасці Якуба Коласа» (2010).
- «Летапіс жыцця і творчасці Якуба Коласа». — Мн.: Беларуская навука, 2012. — 1127 с. — ISBN 978-986-08-1460-9.

Соавтор монографий «Шляхі развіцця беларускай савецкай прозы» (с Виктором Коволенком, Алесем Яскевичем, 1972), «Гісторыі беларускай дакастрычніцкай літаратуры» (1969), «Истории белорусской дооктябрьской литературы» (1977) и «Истории белорусской советской литературы» (1977) и др.
Как текстолог руководил подготовкой и осуществлением издания 13 научно комментированных собраний сочинений: Я. Купалы в 7, Я. Коласа в 12, 14 и 20 т., И. Мележа в 10, М. Лынькова в 10, М. Горецкого в 4 (и 4-х дополнительных), Ф. Пестрака в 5, П. Бровки в 8, Зм. Бядули в 5, М. Зарецкого в 4 томах, полных собраний сочинений Я.Купалы в 9 т. (10 кн.) и М. Богдановича в 3 томах.

## Признание
- Награждён медалями, в том числе «За Трудовую доблесть» (1971), бронзовую медаль Главного комитета ВДНХ СССР (1977).
- Лауреат Государственной премии БССР имени Я. Коласа (1980) за участие в двухтомной исследовании «История белорусской дооктябрьской литературы» и «История белорусской советской литературы».
- Почётная грамота Верховного Совета Белорусской ССР (5 июля 1991) — за большой вклад в развитие белорусского советского литературоведения и активную общественную деятельность[1].